# Кохання Мер'єм
«Кохання Мер'єм» (тур. Meryem) — турецький телевізійний серіал. Режисер Мустафа Шевкі Доган, у головних ролях: Фуркан Андич, Айча Айшін Туран, Джемаль Токташ. В українському перекладі називається «Кохання Мер'єм». В Україні транслювався на каналі 1+1.

## Сюжет
Серіал про дівчину, яка пожертвувала своїм життям заради коханого чоловіка. Вона була закохана в Октая, чоловіка з хорошої і знатної родини.
Причиною проблем стало боягузтво Октая. Він був за кермом свого автомобіля і збив жінку. Замість того, щоб допомогти їй і викликати лікарів, молодий прокурор просто втік. Переляканий і пригнічений, він приїхав додому, знаючи, що жертва загинула на місці. За такий вчинок водій повинен сісти в тюрму, адже він убив людину.
Неочікувано, головна героїня сама сідає до в'язниці, замість свого коханого. Вона не могла допустити, щоб її коханий чоловік позбувся всього, до чого прагнув. Варто йому опинитися за ґратами, як на юридичній діяльності можна поставити хрест. Мер'єм стала вважатися вбивцею після виходу на свободу. Тепер на неї полюють рідні загиблої.

## Ролі
| Актор                       | Персонаж      | Епізоди  |
| --------------------------- | ------------- | -------- |
| Фуркан Андич                | Саваш Саргун  | 1-30     |
| Айча Айшин Туран            | Мер'єм Акча   | 1-30     |
| Джемаль Токташ              | Октай Шахін   | 1-30     |
| Ачейла Топалоглу            | Дерін Беркер  | 1-30     |
| Бестемсу Оздемір            | Беліз Білен   | 1-30     |
| Сема Озтюрк                 | Тюлін Саргун  | 1-30     |
| Серенай Акташ               | Бурджу Актар  | 1-30     |
| Кенан Аджар                 | Гбчлю Текінер | 1-30     |
| Угур Чавушоглу              | Юрдал Саргун  | 1-30     |
| Бесте Чагнар / Озге Озаджар | Наз Саргун    | 1-30     |
| Серхан Онат                 | Берк Білен    | 15-30    |
| Неджмі Япиджи               | Еотан         | 2-30     |
| Фуркан Кизилай              | Четін Коркмаз | 1-4 / 30 |
| Мутлу Гбней                 | Аріф Акча     | 1-3      |

## Український дубляж
Українською мовою серіал дубльовано студією «1+1» у 2018 році.

## Трансляція в Україні
- З 23 квітня по 22 червня 2018 року на телеканалі 1+1, у будні о 17:10 по дві серії.